# Dromaeolus puncticeps
Dromaeolus puncticeps är en skalbaggsart som beskrevs av Sharp 1908. Dromaeolus puncticeps ingår i släktet Dromaeolus och familjen halvknäppare. Inga underarter finns listade i Catalogue of Life.